# 中铁十二局
37°51′31″N 112°29′39″E / 37.85856°N 112.49404°E
中铁十二局集团有限公司，前身为铁道兵第二师，其最早历史可追溯到组建于1940年的冀鲁边区回民支队。1984年集体转工改称铁道部第十二工程局，1998年改制组建为企业集团。目前是中国铁建股份有限公司的全资子公司，公司机关驻山西省太原市。

## 参建工程

### 铁路主干线
- 广深线
- 京九线
- 秦沈线
- 宁西线
- 渝怀线
- 胶新线
- 朔黄线
- 青藏线
- 浙赣线
- 兰武二线
- 京沪高速铁路

### 隧道桥梁
- 兰武线乌鞘岭隧道
- 以色列卡迈尔隧道（英语：Carmel Tunnels）
- 上海奉浦大桥
- 太原迎泽大桥
- 广东黃茅海跨海通道狮山隧道
- 广东黃茅海跨海通道象山隧道

## 其他工程
- 上海地铁
- 广州地铁
- 深圳地铁
- 北京地铁
- 四川江口水电站
- 深圳河治理
- 南水北调工程
- 昆明净水厂
- 海口美兰机场
- 广州大学城